# Rudolf Thurn-Taxis
Rudolf kníže z Thurn-Taxisu, později svobodný pán z Troskova (25. listopadu 1833, Praha-Malá Strana – 3. července 1904, Velehrad) byl český vlastenec, právník, šlechtic a mecenáš. Podporoval české umění.

## Původ

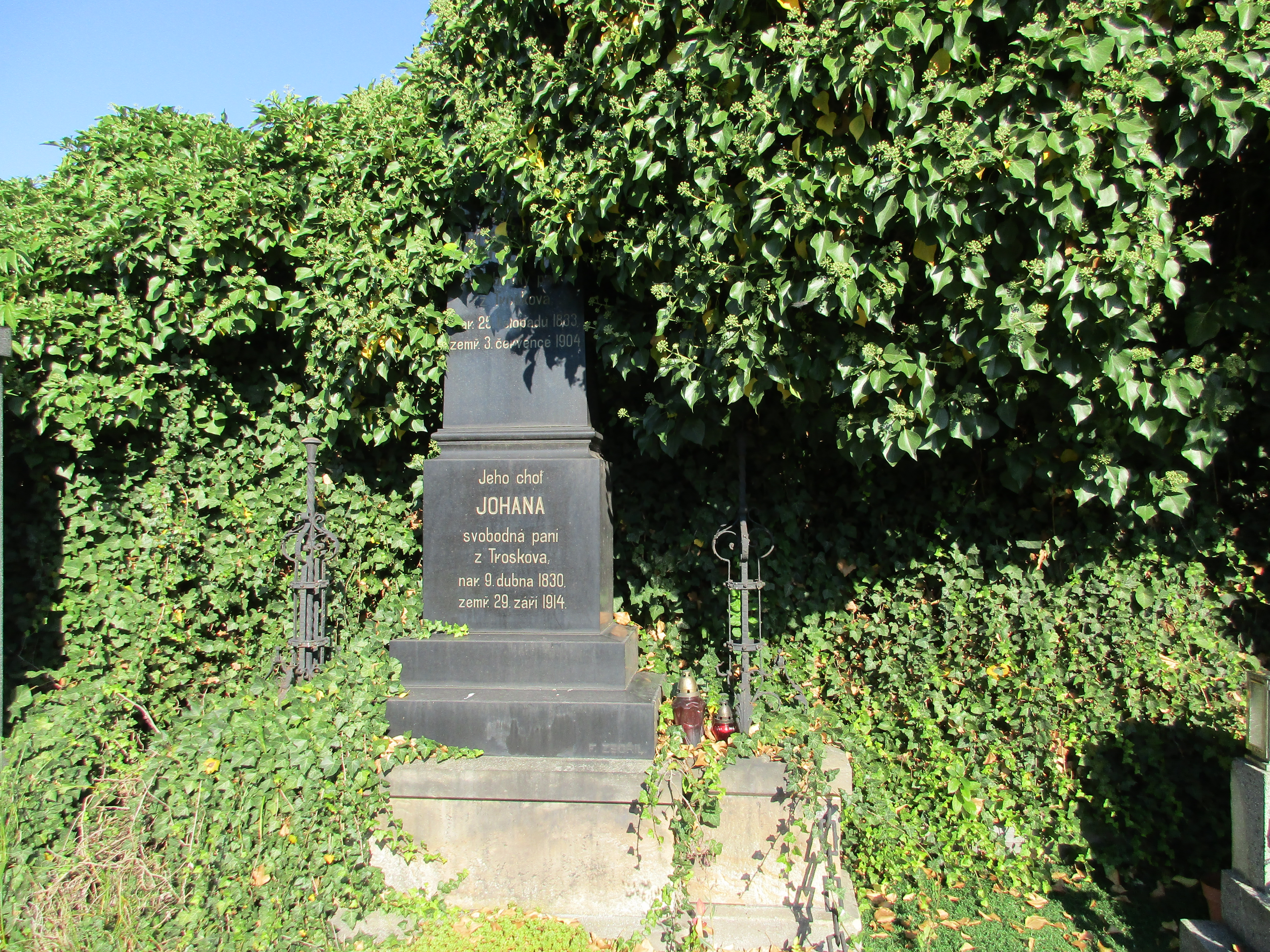
Hrob JUDr. Rudolfa knížete Thurna-Taxise, svobodného pána z Troskova (1833 - 1904) na hřbitově ve Staré Boleslavi, do roku 1930 byl pohřben na Velehradě

Pocházel ze starobylého rodu Thurn-Taxis, který je dokládán již v roce 1117 v italské Lombardii v osobě Reineria de Tasso.

## Život
Šlo o třetího syna knížete Karla Anselma (1792–1844), majitele středočeských panství Loučeň a Dobrovice a jeho manželky Isabely. Zdědil majetek, jehož centry byla panství Niměřice a Vrutice a dva domy v Praze.
Stal se velkým zastáncem českého národního uvědomění v polovině 19. století. Jako mecenáš a smýšlením demokrat podporoval celou řadu českých a moravských vlasteneckých spolků. Mimo jiné byl zakladatelem a prvním předsedou pěveckého spolku Hlahol a Moravan. Spolu s JUDr. Janem Jeřábkem a Karlem Jaromírem Erbenem založil roku 1861 časopis Právník, v němž se zabývaly tvorbou a obhajobou, kritickou diskuzí české právnické terminologie. Přispíval také do Riegrova Slovníku naučného či do Národních listů.
Byl členem českého Výboru pro založení Národního divadla (1861) a jedním ze zakladatelů české Umělecké besedy v Praze (1863). Podporoval české spisovatele Boženu Němcovou, Vítězslava Hálka a Karolinu Světlou, podporoval rovněž české skladatele Antonína Dvořáka a Bedřicha Smetanu.
Od 60. let 19. století se jeho finanční situace stávala neudržitelnou (v roce 1865 již jeho dluhy převyšovaly odhadní cenu jeho majetku) a jeho majetek musel být rozprodán. Poté se stáhl i z politického života a v roce 1877 nastoupil jako advokátní koncipient v Kroměříži. Ještě v témže roce se ujal vedení kroměřížského pěveckého sboru Moravan. V roce 1879 pozval k hostování do kroměřížského Nadsklepí věhlasné florentinské kvarteto, jeho primario Jean Becker oficiálně požádal Antonína Dvořáka, aby složil slovanskou skladbu pro smyčcové kvarteto. Dvořák tomuto přání vyhověl a složil Smyčcový kvartet č.10 Es dur, op.51, B92 "Slovanský" a věnoval jej Beckerovi. Beckerovým jménem psal však Dvořákovi moravský právník a pianista Karel Kozánek. Také Bedřich Smetana komponoval na Thurn-Taxiských panstvích, v Niměřicích napsal svou operu "Braniboři v Čechách". Za dalšího knížete z tohoto rodu, Alexandra Jana z Thurn-Taxisu žil Smetana na jeho panství v Jabkenicích, kde kníže později nechal vybudovat Památník Bedřicha Smetany.
Na místo koncipienta v Kroměříži přijal v roce 1880 výhodnější místo ve Východní Rumélii (v dnešním Bulharsku), od konce desetiletí do roku 1892 působil jako právník v bulharském Plovdivu. Poté se chtěl vrátit do Niměřic, což ale nebylo možné.

## Závěr života
Na sklonku života se rozhodl přerušit vazbu s rodinou Thurn-Taxis (nejspíš i na naléhání rodiny) a v roce 1894 požádal o změnu jména, načež mu panovník povolil užívat jméno svobodný pán z Troskowa (Freiherr von Troskow, dnes používá rodina příjmení ve tvaru Troskov). Na odpočinek se usadil v Trachau poblíž Drážďan (dnes předměstí).
Zemřel roku 1904 v moravském Velehradě, kde byl na návštěvě své dcery Hedviky. Jeho tělesné ostatky byly později exhumovány a dne 18. 12. 1930 převezeny do Staré Boleslavi.

## Potomci
Dne 28. listopadu 1857 se v Loretánské kapli na Hradčanech oženil s Jenny Ständlerovou (9. dubna 1830 v Praze – 29. září 1914 ve Štýrském Hradci), dcerou učitele hudby Jana Ständlera a Julie roz. Aulbeerové. Narodilo se jim pět dětí:
- 1. Johann (Jan Nepomuk; 29. 6. 1860 Niměřice – 3. 11. 1920), plukovník ruské carské armády, nositel Řádu sv. Vladimíra se zkříženými meči a sv. Jiří se zkříženými meči, velitel československého 20. pěšího pluku. Dne 23. října 1907 dosáhl uznání dědičného baronského stavu v Rusku a práva používat rodového znaku.[8] Přestoupil na pravoslaví.[9] Už v roce 1903 si změnil jméno na Ivan Rudolfovič Troskov.[9] Bojoval v rusko-japonské a první světové válce.[9]
  - ∞ 1. Věra Nikolajevna Voskresenská (rozv.), dcera plukovního lékaře
  - ∞ 2. Marie Pitroffová
- 2. Ludmila (18. 5. 1862 – 29. 2. 1888 Plovdiv)
- 3. Isabella (1863–?)
- 4. Adalbert (Vojtěch; 10. 10. 1867 Niměřice – 1933)
- 5. Hedwiga (Hedvika; 16. 1. 1873 – ?)